# Úmluva o rozšíření území Hongkongu
Úmluva o rozšíření území Hongkongu (tradiční čínština: 中英展拓香港界址專條, zjednodušená čínština: 中英展拓香港界址专条) jinak též známá jako Druhá pekingská smlouva byla smlouva o pronájmu území, podepsaná mezi říší Čching a Spojeným královstvím v Pekingu dne 9. června 1898. Spojené království si prostřednictvím této smlouvy bezplatně pronajalo území Nových teritorií včetně 235 ostrovů na 99 let.

## Historie

### Pozadí

Tmavě modře ostrov Hongkong, získaný Británií v roce 1842 úmlouvou z Nankingu. Světle modře poloostrov Kau-lung, Brity získaný v roce 1860 První Pekingskou smlouvou. A šedě území Nových teritorií, pronajatých úmluvou o rozšíření Hongkongu.

Po porážce Číny v první čínsko-japonské válce (1894–1895), si německá vláda vynutila u říše Čching devadesáti devítiletý pronájem koncese v zátoce Ťiao-čou pro svou lodní čerpací stanici. Tím byla zahájena řada podobných nájemních smluv s dalšími evropskými mocnostmi, jako např.:
- Dne 27. března 1898 byla mezi Ruským impériem a říší Čching podepsána smlouva o pronájmu poloostrova Liao-tung, která Rusku poskytla pětadvacetiletý přístup k přístavu Lü-šun-kchou, v té době též známého jako Port Artur, na podporu ruských zájmů v Mandžusku.
- Dne 10. dubna 1898 podepsaly Francie s říší Čching smlouvu o pronájmu Kuang-čou-wanu na 99 let, aby posílila pozice Francouzské Indočíny.

#### Převzetí Hongkongu Británií
Ostrov Hongkong a přiléhající ostrov Ja-li čou získalo Spojené království do svého vlastnictví 29. srpna 1842 uzavřením Nankingské smlouvy, po výhře v první opiové válce (1839–1842). Poloostrov Kau-lung Čína postoupila 18. října 1860, po prohře v Druhé opiové válce (1856–1860), První smlouvou z Pekingu. A území Nových teritorií pronajala Čína Británii v 1898. V roce 1984 se Británie smluvně zavázala, že po vypršení smlouvy o pronájmu, vrátí celý Hongkong Číně. Tak se i stalo o půlnoci 30. června 1997, kdy zanikla korunní kolonie Britský Hongkong.

### Podmínky smlouvy
Podle smlouvy byla území na sever od dnešní ulice Boundary Street a jižně od řeky Sham Chun včetně přiléhajících ostrovů, pronajata Spojenému království na 99 let bez Čínského nároku na nájemné. Z tohoto území bylo vyňato Kaulungské opevněné město, které zůstalo pod správou Číny.

### Následky a konec smlouvy
Část půdy Nových teritorií zůstává nezastavěná a nachází se na ní prakticky veškerá zbývající zemědělská půda v Hongkongu. Protože se však městské čtvrti od 50. let 20. století přelidňovali, započal rozvoj satelitních měst v Nových teritoriích a to do takové míry, že v nich nyní žije mírná nadpolovina obyvatel. Z tohoto důvodu nebylo možné vrátit pouze pronajatou oblast Nových teritorií, protože by došlo k rozdělení Hongkongu na dvě části. Číňané také začali tlačit na Brity, aby vrátili Hongkong celý, protože již neakceptují tzv. nerovné smlouvy, které jim vnutily koloniální mocnosti.